# Everett Edgar King
Everett Edgar King (* 17. Januar 1877 in Warren; † 16. Juli 1968 in Urbana, Illinois) war ein US-amerikanischer Eisenbahningenieur.

## Leben

### Familie und Ausbildung
Everett Edgar King, gebürtig aus der im US-Bundesstaat Indiana gelegenen Kleinstadt Warren, Sohn des John Walter King und der Margaret Ellen Foreman King, wandte sich nach dem Pflichtschulabschluss dem Studium des Zivilingenieurwesens zu. King erwarb 1901 den akademischen Grad eines Bachelor of Science am Rose Polytechnic Institute in Terre Haute im US-Bundesstaat Indiana. 1910 empfing er den Bachelor of Arts an der Indiana University, 1911 graduierte er mit einem Master of Civil Engineering (M.C.E.) an der Cornell University.
Everett Edgar King, Anhänger der Christian Science und der Republikaner, Mitglied der Freimaurer und der Rotarier, heiratete am 8. Oktober 1903 Anna May Owen. King verstarb im Sommer 1968 im Alter von 91 Jahren in Urbana.

### Beruflicher Werdegang
King war seit 1901 als Zivilingenieur für die Ferrocarril Central Mexicano in Mexiko-Stadt tätig, 1902 wechselte er in selber Funktion zur Cincinnati, Hamilton and Dayton Railroad Company nach Cincinnati. Seit 1903 war er als Zivilingenieur für die Chicago, Rock Island and Pacific Railroad Company in Chicago angestellt. 1907 folgte er einem Ruf als Professor of Civil Engineering an das Oklahoma Territorial Agricultural and Mechanical (A&M) College nach Stillwater, 1910 schied er aus.
Nach einem darauffolgenden einjährigen postgradualen Studium verbunden mit einer Assistenztätigkeit an der Cornell University ging er als Professor of Railway Engineering an das Iowa State College nach Ames. 1918 übersiedelte er als Professor of Railway Engineering an die University of Illinois at Urbana-Champaign, 1945 wurde er emeritiert.
Everett Edgar King zählte zu den führenden Eisenbahningenieuren der Vereinigten Staaten seiner Zeit. Er war gewähltes Mitglied der American Society of Civil Engineers, der American Railway Engineering and Maintenance-of-Way Association, der Association of American Railroads (Signal Section), der American Society for Engineering Education, der Tau Beta Pi, der Phi Kappa Phi, der Theta Tau, der Sigma Xi und der Alpha Sigma Phi.

## Schriften
- Rapid transit in Chicago. Cornell University, Ithaca, NY, 1911
- Railway Signaling. McGraw-Hill Book Company, Inc., 1st ed., New York, 1921
- A Test of the durability of signal-relay contacts. University of Illinois, Urbana, Ill., 1932
- Non-pressure treatments of round northern white cedar timbers with creosote. A report of an investigation. University of Illinois, Urbana, Ill., 1948